# Ecru (Misisipi)
Ecru es un pueblo del Condado de Pontotoc, Misisipi, Estados Unidos. Según el censo de 2000 tenía una población de 947 habitantes y una densidad de población de 89.4 hab/km².

## Demografía
Según el censo de 2000, había 947 personas, 374 hogares y 259 familias residiendo en la localidad. La densidad de población era de 89,4 hab./km². Había 411 viviendas con una densidad media de 38,8 viviendas/km². El 82,37% de los habitantes eran blancos, el 14,36% afroamericanos, el 0,32% amerindios, el 1,80% de otras razas y el 1,16% pertenecía a dos o más razas. El 2,64% de la población eran hispanos o latinos de cualquier raza.
Según el censo, de los 374 hogares en el 32,4% había menores de 18 años, el 54,3% pertenecía a parejas casadas, el 11,8% tenía a una mujer como cabeza de familia y el 30,5% no eran familias. El 28,1% de los hogares estaba compuesto por un único individuo y el 12,3% pertenecía a alguien mayor de 65 años viviendo solo. El tamaño promedio de los hogares era de 2,46 personas y el de las familias de 3,05.
La población estaba distribuida en un 24,9% de habitantes menores de 18 años, un 8,4% entre 18 y 24 años, un 28,1% de 25 a 44, un 21,3% de 45 a 64 y un 17,2% de 65 años o mayores. La media de edad era 37 años. Por cada 100 mujeres había 95,3 hombres. Por cada 100 mujeres de 18 años o más, había 91,6 hombres.
Los ingresos medios por hogar en la localidad eran de 30.815 dólares ($) y los ingresos medios por familia eran 38.571 $. Los hombres tenían unos ingresos medios de 27.961 $ frente a los 20.263 $ para las mujeres. La renta per cápita para la ciudad era de 15.447 $. El 11,4% de la población y el 6,5% de las familias estaban por debajo del umbral de pobreza. El 10,4% de los menores de 18 años y el 21,8% de los habitantes de 65 años o más vivían por debajo del umbral de pobreza.

## Geografía
Según la Oficina del Censo de los Estados Unidos, la localidad tiene un área total de 10,6 km², todos ellos correspondientes a tierra firme.